# Зелёное (Бахчисарайский район)
Зелёное (до 1945 года Тата́р-Осма́н; укр. Зелене, крымскотат. Tatar Osman, Татар Осман) — село в Бахчисарайском районе Республики Крым, центр Зелёновского сельского поселения (согласно административно-территориальному делению Украины — Зелёновского сельсовета Бахчисарайского района Автономной Республики Крым).

## Современное состояние
В Зелёном 3 улицы, в селе 94 двора, площадь — 29,5 гектара на которых, по данным сельсовета на 2009 год числилось 288 жителей имеются клуб, библиотека, медпункт, отделение связи. Связано автобусным сообщением с Бахчисараем, Симферополем и Севастополем.

## Население
| 2001 | 2014 |
| ---- | ---- |
| 280  | →280 |

Всеукраинская перепись 2001 года показала следующее распределение по носителям языка
| Язык             | Процент |
| ---------------- | ------- |
| русский          | 47.14   |
| крымскотатарский | 38.21   |
| украинский       | 6.43    |
| белорусский      | 1.79    |

### Динамика численности
| - 1805 год — 101 чел. - 1864 год — 118 чел. - 1886 год — 194 чел. - 1889 год — 393 чел. - 1892 год — 225 чел. - 1902 год — 425 чел. - 1926 год — 430 чел. | - 1939 год — 427 чел. - 1944 год — 583 чел. - 1974 год — 322 чел. - 1989 год — 280 чел. - 2001 год — 280 чел. - 2009 год — 288 чел. - 2014 год — 280 чел. |

## География
Зелёное расположено в восточной части района, в верховьях реки Бельбека у подножья массива Бойка Крымских гор, высота центра села над уровнем моря 360 м. Лежит на региональной автодороге 35Н-063 (по украинской классификации — С-0-10225). До Бахчисарая от села около 35 километров, ближайшая железнодорожная станция — Сирень, примерно в 27 километрах.

## Название
Историческое название Зелёного — Татар-Осман (Встречаются варианты Татар-Османкой, Татар-Осман-Кой). Татар означает «татарин», Осман — распространённое среди крымских татар мужское имя.

## История
Историю села прослеживают от XV века, видимо тогда, после падения, в 1475 году, княжества Феодоро, в состав которого входила долина Бельбека, здесь поселились мусульмане. Первое документальное упоминание селения встречается в «Османском реестре земельных владений Южного Крыма 1680-х годов», согласно которому в 1686 году (1097 год хиджры) Татар-Осман входил в Мангупский кадылык эялета Кефе. Всего упомянут 41 землевладелец, из которых 3 иноверца (жители Бахадыр), владевших 828-ю дёнюмами земли. После обретением ханством независимости по Кючук-Кайнарджийскому мирному договору 1774 года «повелительным актом» Шагин-Гирея 1775 года селение было включено в Крымское ханство в состав
Бакчи-сарайского каймаканства Мангупскаго кадылыка, что зафиксировано и в Камеральном описании Крыма 1784 года. После присоединения Крыма к России (8) 19 апреля 1783 года, (8) 19 февраля 1784 года, именным указом Екатерины II сенату, на территории бывшего Крымского Ханства была образована Таврическая область и деревня была приписана к Симферопольскому уезду. Перед Русско-турецкой войной 1787—1791 годов производилось выселение крымских татар из прибрежных селений во внутренние районы полуострова, в ходе которого в Татар-Осман-Кой было переселено 25 человек. В конце войны, 14 августа 1791 года всем было разрешено вернуться на место прежнего жительства. После Павловских реформ, с 1796 по 1802 год, входила в Акмечетский уезд Новороссийской губернии. По новому административному делению, после создания 8 (20) октября 1802 года Таврической губернии, Татар-Осман был включён в состав Махульдурской волости Симферопольского уезда.
По Ведомости о всех селениях в Симферопольском уезде состоящих с показанием в которой волости сколько числом дворов и душ… от 9 октября 1805 года, в деревне Татар-Осман-кой числился 21 двор со 101 крымским татарином. На военно-топографической карте генерал-майора Мухина 1817 года дворов насчитано 20. После реформы волостного деления 1829 года Махульдурскую волость преобразовали в Озенбашскую и село, согласно «Ведомости о казённых волостях Таврической губернии 1829 года», отнесли к новой волости.
Именным указом Николая I от 23 марта(по старому стилю) 1838 года, 15 апреля был образован новый Ялтинский уезд и деревню включили в состав новой, Богатырской волости. На карте 1836 года в деревне Татар-Осман-кой 33 двора, как и на карте 1842 года.
В 1860-х годах, после земской реформы Александра II, деревня осталась в составе преобразованной Богатырской волости. Согласно «Списку населённых мест Таврической губернии по сведениям 1864 года», составленному по результатам VIII ревизии 1864 года, Татар-Осман-Кой — казённая татарская деревня, с 31 двором, 118 жителями и мечетью при реке Бельбеке, на трёхверстовой карте Шуберта 1865—1876 года в деревне обозначено 22 двора. На 1886 год в деревне, согласно справочнику «Волости и важнѣйшія селенія Европейской Россіи», проживало 194 человека в 33 домохозяйствах, действовали мечеть и школа. Согласно «Памятной книге Таврической губернии 1889 года», по результатам Х ревизии 1887 года, в деревне числилось 82 двора и 393 жителя.

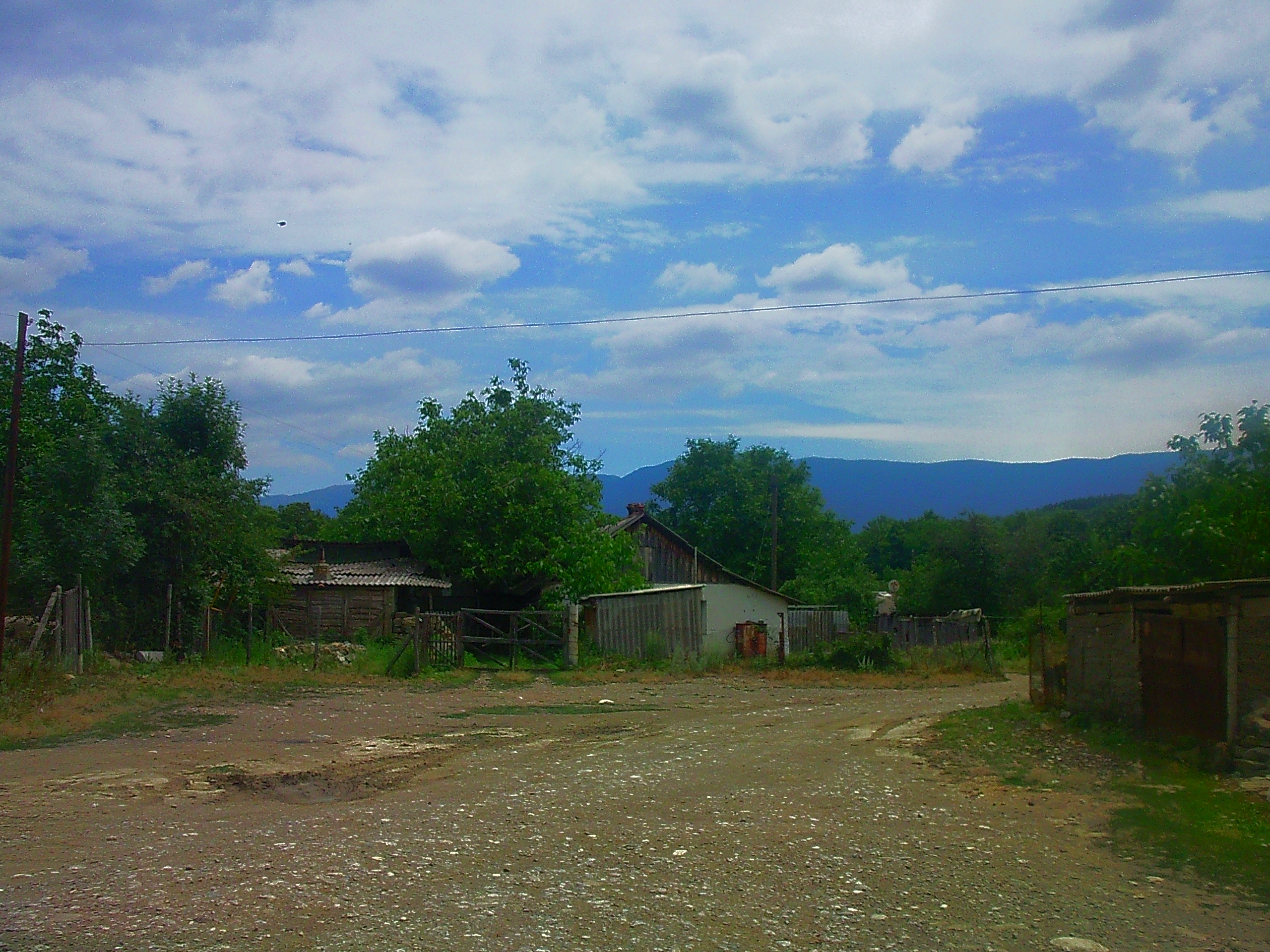
Улица в Зелёном

После земской реформы 1890-х годов деревня осталась в составе Богатырской волости. Согласно «…Памятной книжке Таврической губернии на 1892 год», в деревне Татар-Осман-Кой, входившей в Гавринское сельское общество, было 225 жителей в 31 домохозяйстве, владевших 107 десятинами и 600 кв. саженью собственной земли. Также, совместно с другими 13 деревнями Коккозского округа, жители имели в общем владении ещё 13 000 десятин. На верстовой карте 1892 года в деревне отмечено 60 дворов с крымскотатарским населением. По «…Памятной книжке Таврической губернии на 1902 год» в деревне числилось 425 жителей в 28 дворах, владевших 107 десятинами в личном владении отдельно каждого домохозяина под фруктовым садом, сенокосами и пашнями.

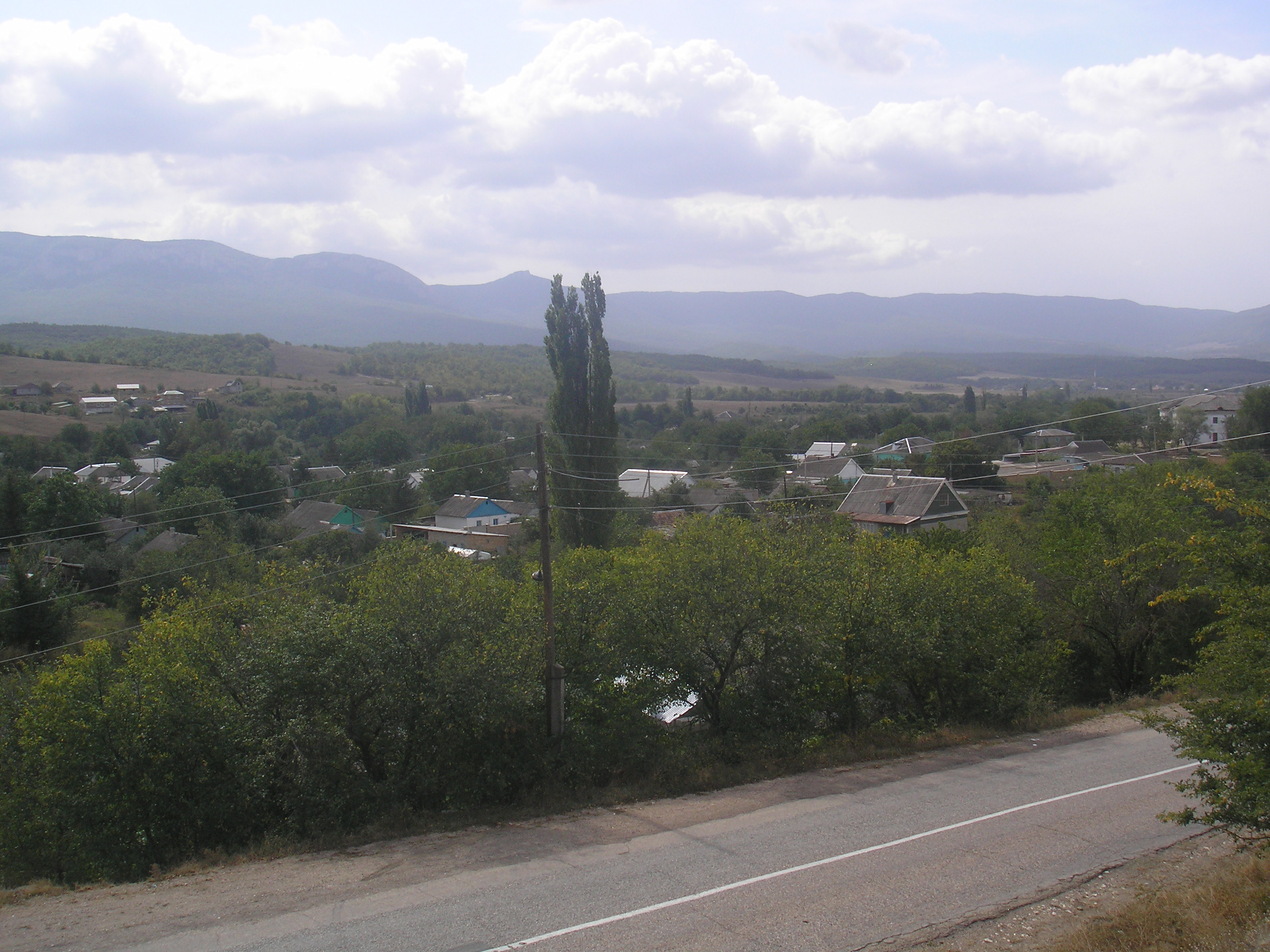
Зелёное, вид с севера.

В XIX — начале XX века волостная дорога в большое село Биюк-Озенбаш проходила по другой стороне долины. По Статистическому справочнику Таврической губернии. Ч.II-я. Статистический очерк, выпуск восьмой Ялтинский уезд, 1915 год, в селе Татар-Осман-Кой Богатырской волости Ялтинского уезда, числилось 55 дворов с татарским населением в количестве 330 человек приписных жителей и 5 — «посторонних». Во владении было 267 десятин земли, с землёй были 45 дворов и 10 безземельных. В хозяйствах имелось 25 лошадей, 10 волов, 45 коров, 50 телят и жеребят и 60 голов мелкого скота.
После установления в Крыму Советской власти, по постановлению Крымревкома от 8 января 1921 года была упразднена волостная система и село вошло в состав Коккозского района Ялтинского уезда (округа). Постановлением Крымского ЦИК и Совнаркома от 4 апреля 1922 года Коккозский район был выделен из Ялтинского округа и сёла переданы в состав Бахчисарайского района Симферопольского округа. 11 октября 1923 года, согласно постановлению ВЦИК, в административное деление Крымской АССР были внесены изменения, в результате которых округа (уезды) были ликвидированы, Бахчисарайский район стал самостоятельной единицей и село включили в его состав. Согласно Списку населённых пунктов Крымской АССР по Всесоюзной переписи 17 декабря 1926 года, в селе Татар-Османкой, центре Татар-Османкойского сельсовета Бахчисарайского района, числилось 99 дворов, все крестьянские, население составляло 420 человек (216 мужчин и 204 женщины), все татары, действовала татарская школа. В 1935 году был создан новый Фотисальский район, в том же году (по просьбе жителей), переименованный Куйбышевский, которому переподчинили село. По данным всесоюзной переписи населения 1939 года в селе проживало 394 человек.
После освобождения Крыма, согласно Постановлению ГКО № 5859 от 11 мая 1944 года почти все жители Татар-Османа были выселены в Среднюю Азию. На май того года в селе учтено 583 жителя (96 семей), из них 421 человек крымских татар и 162 русских; было принято на учёт 84 дома спецпереселенцев. 12 августа 1944 года было принято постановление № ГОКО-6372с «О переселении колхозников в районы Крыма», по которому в район из сёл УССР планировалось переселить 9000 колхозников и в сентябре 1944 года в район приехали первые новоселы (2349 семей) из различных областей Украины, а в начале 1950-х годов, также с Украины, последовала вторая волна переселенцев. Указом Президиума Верховного Совета РСФСР от 21 августа 1945 года село Татар-Осман было переименовано в Зелёное (Татар-Османский сельсовет — в Зеленовский). С 25 июня 1946 года Зелёное в составе Крымской области РСФСР, а 26 апреля 1954 года Крымская область была передана из состава РСФСР в состав УССР. Указом Президиума Верховного Совета УССР «Об укрупнении сельских районов Крымской области», от 30 декабря 1962 года, Куйбышевский район упразднили и Зелёное отнесли к Бахчисарайскому. По данным переписи 1989 года в селе проживало 280 человек. С 12 февраля 1991 года село в восстановленной Крымской АССР, 26 февраля 1992 года переименованной в Автономную Республику Крым. С 21 марта 2014 года в составе Крыма аннексировано Россией.